# Muzeum Wydziału Lekarskiego UJ

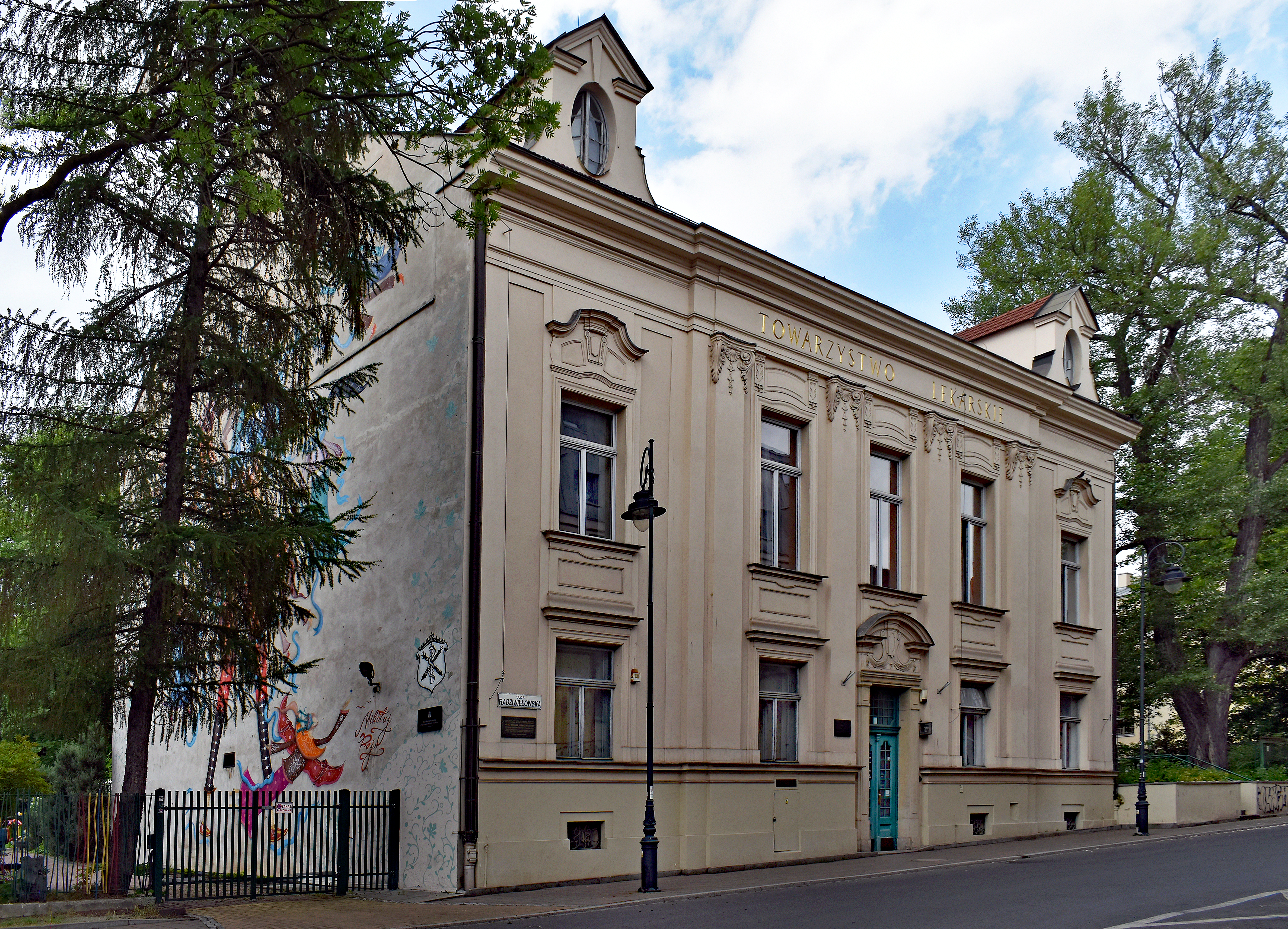
Dom Lekarski w Krakowie, w którym znajduje się Muzeum Wydziału Lekarskiego

Muzeum Historii Medycyny, pełna nazwa Muzeum Wydziału Lekarskiego Uniwersytetu Jagiellońskiego Collegium Medicum – najstarsze w Polsce muzeum poświęcone naukom medycznym, jednostka Wydziału Lekarskiego Uniwersytetu Jagiellońskiego Collegium Medicum.
Założone w 1900 z inicjatywy prof. Walerego Jaworskiego na mocy uchwały Wydziału Lekarskiego UJ z dnia 27 kwietnia. Zbiory pochodziły głównie z donacji lekarzy i profesorów związanych z UJ, np. Edwarda Korczyńskiego, Adama Wrzoska (księgozbiór), Józefa Bogusza (księgozbiór, kolekcja narzędzi i instrumentów), oraz ich rodzin, jak Ludwika Bierkowskiego, Tytusa Chałubińskiego i Adama Bochenka. Sam Jaworski też przekazał swoje prywatne zbiory na rzecz muzeum. Już po pierwszym roku działalności muzeum posiadało 1222 pozycji (1769 eksponatów), a w 1905 – 4617..
W 1920 powstał Zakład Historii i Filozofii Medycyny, kierowany przez prof. Władysława Szumowskiego, który zajął się systematyzacja i wyeksponowaniem znacznych już zbiorów. Przekształcony w Katedrę, nie miał jednak stałej siedziby, a uzyskane w 1937 dla Katedry i Muzeum pomieszczenia na ul. M. Kopernika 7, nie nadawały się do urządzenia wystawy. Zabezpieczone tam zbiory przetrwały okupację w stanie nienaruszonym. W latach 1951–56 Katedrę przekształcono w Zakład Organizacji Ochrony Zdrowia, co uchroniło zbiory, w okresie gdy wszystkie katedry historii medycyny były zlikwidowane. Odtworzenie Katedry nie rozwiązało problemu lokalowego – dopiero w 1990 przekazano na potrzeby Muzeum pomieszczenia w Domu Towarzystwa Lekarskiego przy ul. Radziwiłłowskiej 4. Nową siedzibę oficjalnie otworzył 16 czerwca 1992 ówczesny rektor CM UJ prof. Andrzej Szczeklik.
Zbiory muzeum obejmują m.in. starodruki, dokumenty, rękopisy, medale pamiątkowe, narzędzia lekarskie i portrety. Ważną częścią kolekcji jest duży zestaw instrumentów chirurgicznych i zespół odlewów gipsowych z gabinetu anatomopatologicznego prof. Bierkowskiego oraz zbiór historii chorób kliniki prof. Macieja Józefa Brodowicza.
Zwiedzanie muzeum jest możliwe po uprzednim uzgodnieniu terminu.